# 湖南工商大学站
湖南工商大学站是长沙地铁6号线的地铁车站，位于中华人民共和国湖南省长沙市岳麓区桐梓坡路与望岳路交叉口地下，2022年6月28日开通运营。
车站建设时期工程名为湖南商学院站。

## 车站结构
湖南工商大学站位于桐梓坡路与望岳路交叉口，长226米，宽21.1米，为地下两层岛式车站。
| 地面              | 出入口 | 1-4出入口                                                                                                 |
| 地下一层          | 站厅   | 客服中心、自动售票机、验票机                                                                              |
| 地下二层          | 站台   | \| \| \| 6号线往谢家桥（涧塘） \| \| 島式 · 開左邊车门 \| \| \| \| \| \| 6号线往黄花机场T1T2（白鸽咀） \| |
|                   |        | 6号线往谢家桥（涧塘）                                                                                     |
| 島式 · 開左邊车门 |        | |
|                   |        | 6号线往黄花机场T1T2（白鸽咀）                                                                             |

## 车站出口
湖南工商大学站共设4个出口，各出口及周围设施如下所示：
| 出口编号                              | 照片 | 无障碍设施 | 地点               | 可到达目的地                                     |
| ------------------------------------- | ---- | ---------- | ------------------ | ------------------------------------------------ |
| 出口 · 1L · 升降机标志 · 扶手电梯标志 |      |            | 桐梓坡路、望岳南路 | 湖南工商大学南区、湖南省交通科技职业中等专业学校 |
| 出口 · 2L · 扶手电梯标志              |      | 不適用     | 桐梓坡路、望岳南路 | 长沙市岳麓区第一小学                             |
| 出口 · 3L · 升降机标志 · 扶手电梯标志 |      |            | 桐梓坡路、望岳路   | 咸嘉新村                                         |
| 出口 · 4L · 扶手电梯标志              |      | 不適用     | 桐梓坡路、望岳路   | 湖南工商大学北区                                 |
| 註： 設有 \| 設有扶手電梯             |      |            |                    |                                                  |

## 接驳交通

### 公交车
- 湖南工商大学地铁站：66路、118路、149路、168路、288路、291路、301路、348路、386路、387路、407路、415路、704路、913路、916路、W115路、社区巴士24号线、高新区园区穿梭巴士3号线
- 咸嘉新村西：6路、386路、916路、W115路、高新区园区穿梭巴士3号线

## 车站历史
- 2020年1月20日，车站主体结构完工[1]。
- 2022年6月28日，随6号线通车一同开通[2]。